# Sagrai csata
A sagrai vagy Sagra folyói cssta az i. e. 6. század közepén Locri Epizefiri polisz és Kroton között valahol a Sagra folyó mentén, ma még nem pontosított helyen zajlott, napjaink Torbido nevű folyója közelében, a Magna Graecia egy régi térképén dokumentálva. Legvalószínűbb a Allaro, ősi határvonal Gerace és Squillace egyházmegyék között, Kaulon területén Reggio Calabria megyében. Harcolni lehetett volna az Amusánál, vagy még inkább a jelenlegi Roccella ionica közelében, mintegy a I. Leónidasz spártai király Thermopülei csatatér kiválasztását előre jelezve. Valójában a Roccella-szikla és a tenger között csak egy keskeny, körülbelül 200 méteres térség van, ahol a néhány locriai csapat megállíthatta volna a nagy krotoni sereget.

## Az események
A csata pontos éve bizonytalan, jelenleg a történészek I. e. 560 és 530 közöttre teszik az összecsapást. Miután Kroton megkezdte az ellenségeskedést, a locriak, tekintettel a krotoniak erős katonai fölényére, úgy döntöttek, hogy nem támadnak szemből az ellenségre, hanem megvárják őket a Sagra folyó gázlójánál. Rhegion, amely abban az időben Locri szövetségese volt, védelmi csatába indult, és egy kontingenst is küldött, hogy megvédje magát a Kroton esetleges terjeszkedésétől Locri területén, amely határos Reggióval; a legfontosabb segítséget Locri számára azonban Hipponion és Medma telepei ajánlották fel; Spárta viszont, amelynek a locriak a segítségét kértek, azt tanácsolta, kérjenek segítséget a Dioszkuroszoktól, akik a legenda szerint a locriaiak mellett harcoltak, lehetővé téve számukra a krotoniak legyőzését.
Az ókori források 10-15 000 emberről szólnak a locraiak és reggióiak mellett, akik csatasorba álltak a 130 000-esre becsült krotoni sereggel szemben. A legenda szerint a folyó vizét az elesettek vére pirosra festette. Történeti szempontból azt gondolják, hogy a locriai lovasságnak először sikerült blokkolnia a krotoni hadsereget, majd le is verte azt. A csatáról a mai napon rendelkezésünkre álló adatok egy Delphoiban talált pajzson található fogadalmi feliratból származnak, amelyen Hipponion, Medma és Locri polgárai is szerepelnek. A pajzsot a krotoniak zsákmányából ajánlottak fel.

„Castor és Pollux dioszkuroszok, valamint Aiace Oileo segítségével Locri győzött, és istentiszteleti helyeket épített. Ezek egyikéből származhat Riace városa, amely nagyon hasonlít Aiacéra, hangsúlyozni kell, hogy a Riace Superiore közelében található egy Leo nevű hely, ezért Riace-Leo emlékeztet Aiace Oileóra. És még egyszer, hogy emlékezzenek a dioszkuroszokra, a Placanica közelében folyik a Castore nevű patak.”

## A következmények
A csata következtében mély belső válság alakult ki Kroton városában, amely aztán a püthagoreusok megszorító rendszerének köszönhetően helyreállt, amely ambícióit a közeli Sibari felé fordította, s amelyet a krotoniak i. e. 510-ben elpusztítottak. Locri számára viszont ezzel kezdődött a szomszédos városokkal szembeni egyre agresszívabb politika, amely később a Rhegionnal kötött szövetség megszakadásához vezetett.

## Fordítás
- Ez a szócikk részben vagy egészben  a   Battaglia della Sagra című olasz Wikipédia-szócikk ezen változatának fordításán alapul.  Az eredeti cikk szerkesztőit annak laptörténete sorolja fel. Ez a jelzés csupán a megfogalmazás eredetét és a szerzői jogokat jelzi, nem szolgál a cikkben szereplő információk forrásmegjelöléseként.

## Bibliográfia
- Vincenzo Muratore: Medma e i greci d'Occidente
- Giovanna De Sensi Sestito: La Calabria in età arcaica e classica
- Nik Spatari: L'enigma delle arti asittite nella Calabria ultra-mediterranea, Iiriti Editore, Reggio Calabria, 2002
- Alfredo Fulco: La Sagra tra Locri Epizephìri e Kaulonìa, in Rogerius – Anno XV – n°1, 2012